# Chapelle de la Miséricorde de Perpignan
Pour les articles homonymes, voir Chapelle de la Miséricorde.
 (novembre 2020).
Si vous disposez d'ouvrages ou d'articles de référence ou si vous connaissez des sites web de qualité traitant du thème abordé ici, merci de compléter l'article en donnant les références utiles à sa vérifiabilité et en les liant à la section « Notes et références ».
La chapelle de la Miséricorde est la chapelle de l'ancien Hôpital de Saint-Jean, dans la ville de Perpignan, dans le département des Pyrénées-Orientales.
Elle est située au siège de l'hôpital-asile de La Miséricorde, situé à l'ouest du centre de la vieille ville de Perpignan, au 57 rue Victor Dalbiez, dans le quartier de Saint Martin.